# Kukës
Kukës è un comune albanese, capoluogo dell'omonima prefettura, situato al confine tra Albania e Kosovo.
In seguito alla riforma amministrativa del 2015, sono stati accorpati a Kukës i comuni di Arrën, Bicaj, Bushtricë, Grykë-Çajë, Kalis, Kolsh, Malzi, Shishtavec, Shtiqën, Surroj, Tërthore, Topojan, Ujëmisht e Zapod, portando la popolazione complessiva a 47 985 abitanti (dati del censimento 2011).
La città si estende attraverso la pianura della Luma all'interno delle Alpi Albanesi tra le rive del lago Fierza e le colline dei monti Korab più settentrionali e i monti Shar occidentali. Alla confluenza del Drin Bianco e del Drin Nero, il fiume Drin ha origine vicino al territorio della città.
Negli anni 1990 grazie alla stretta vicinanza con il Kosovo, la città ottenne il riconoscimento mondiale durante la guerra del Kosovo quando migliaia di rifugiati kosovaro-albanesi attraversarono il confine e trovarono sicurezza nella città.
La città fu nominata per il premio Nobel per la pace per l'ospitalità e per aver accolto migliaia di rifugiati durante la guerra del Kosovo. Era la prima volta che una città veniva nominata per il premio. Nel 2017, la città ha richiesto l'European Green Capital Award per diventare la Capitale verde d'Europa del 2018.

## Geografia fisica

### Territorio

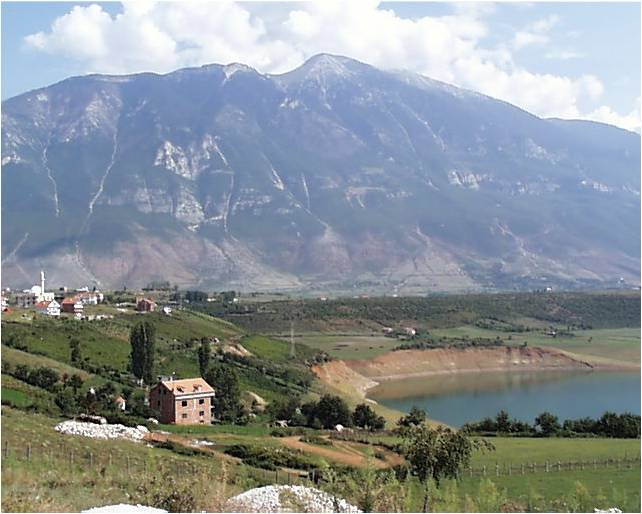
Il monte Gjallica visto dalla città.

Kukës è situata nel nord-est del paese.  alle coordinate 42°5' N, 20° 25' E. La città si estende strategicamente all'interno delle Alpi albanesi ed è intrappolata su quattro lati da numerosi duemila tra cui Gjallica a sud, Koritnik a est, Pashtrik a nord-est e diverse montagne a ovest. Si trova sulla pianura della Luma e sulle rive meridionali del lago Fierza. Si trova a circa 3 chilometri a sud-est della precedente posizione della città, che è stata trasferita come parte di uno schema idroelettrico.

### Clima
Il clima della città è profondamente influenzato dalle Alpi Albanesi a nord-est, dalle montagne Shar a est, dalle montagne Korab a sud-est e dal fiume Drin a sud. La città ha un clima prevalentemente continentale.
Ciò significa che gli inverni sono molto freddi e nevosi e le estati sono prevalentemente calde. La temperatura della città varia molto attraverso le stagioni con una primavera mite in aprile e maggio, caldi mesi estivi da giugno ad agosto, mesi autunnali spesso piovosi e ventosi in settembre e ottobre e mesi invernali molto freddi, spesso con neve e gelo, da dicembre a marzo.

## Storia

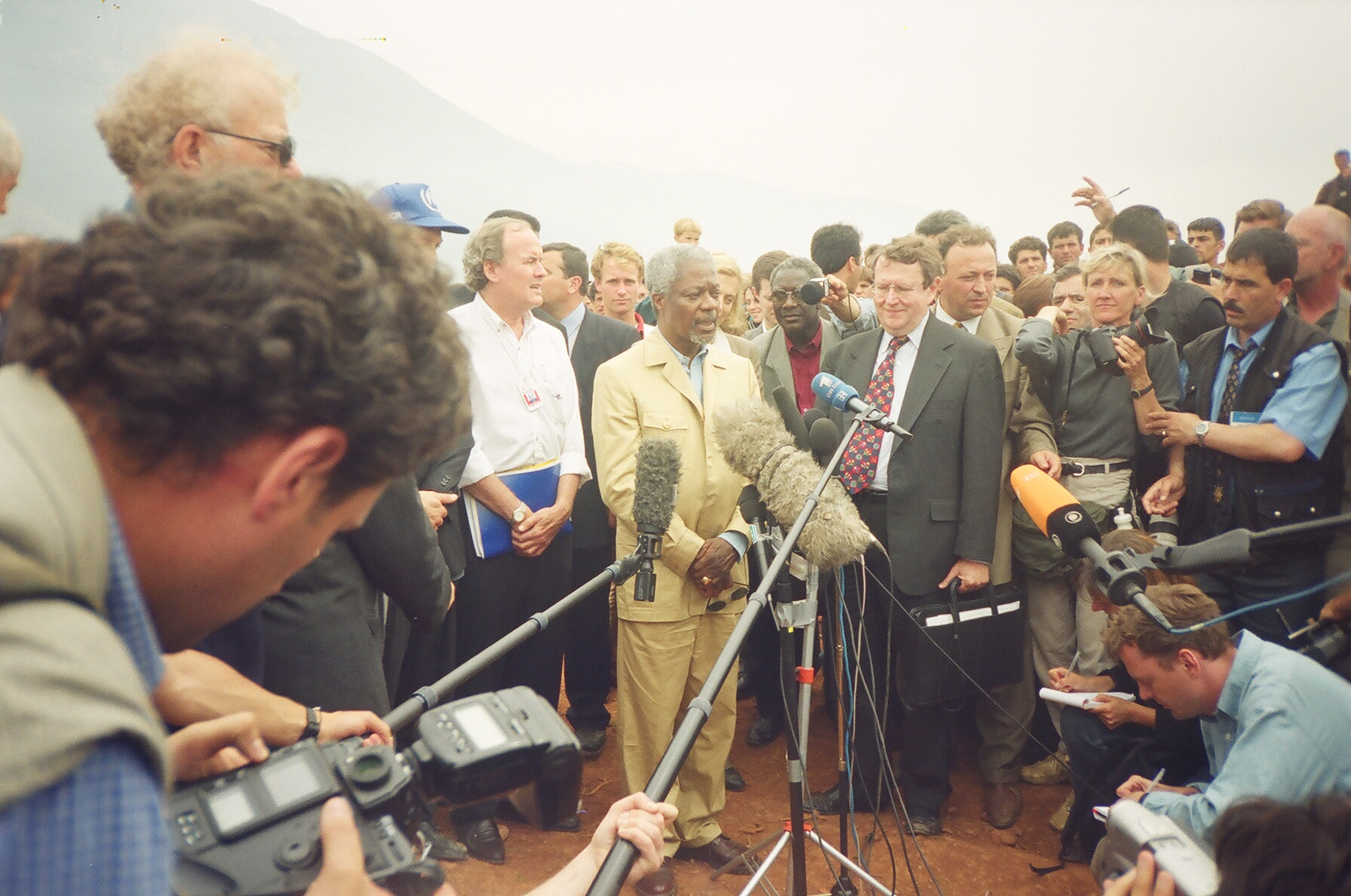
L’ex segretario generale dell'ONU Kofi Annan a Kukës durante la crisi umanitaria della guerra del Kosovo del 1999

La vecchia città di Kukës si trovava alla confluenza del Drin Bianco e del Drin Nero. Nel 1976 la città fu sommersa dal bacino idrico di Fierza, che è trattenuto da una diga. La nuova città (Kukësi i Ri - "Nuova Kukës") fu costruita negli anni '70 sull'altopiano vicino, a 320 m sul livello del mare. Kukësi i Ri è circondato dal lago artificiale di Fierza. È collegato con le altre parti del paese da tre ponti. A est si affaccia sulla montagna innevata di Gjallica, a 2468 m sul livello del mare.
La storia di Kukës risale ad oltre mille anni fa. La regione che oggi corrisponde al territorio della città era abitata da diverse antiche tribù illiriche, come la maggior parte dell'Albania. Numerose tombe degli Illiri sono state identificate a Këneta e Kolsh vicino alla città. In antichità era un piccolo insediamento romano, un punto di sosta su una strada secondaria che portava alla Via Egnatia, che collegava Durazzo sul Mare Adriatico ad ovest con Costantinopoli sul Mar di Marmara ad est. Mentre nel medioevo era un piccolo centro di mercato ottomano e una stazione commerciale sulla strada per il Kosovo meridionale.
Kukës ha attirato l'attenzione internazionale durante il conflitto in Kosovo quando 450 000 rifugiati albanesi del Kosovo hanno attraversato la frontiera e sono stati alloggiati nei campi dentro e intorno a Kukës.  Ciò ha portato, nel 2000, a una nomination per il premio Nobel per la pace. Era la prima volta che una città veniva nominata per il premio.

## Economia
L'industria alimentare si limita solo alla produzione di bevande alcoliche prodotte in una fabbrica di bevande e ad alcuni piccoli laboratori locali che producono bevande e prodotti lattiero-caseari.
La regione è famosa per la sua agricoltura sviluppata. Kukës ha una fabbrica di tappeti i cui prodotti sono destinati all'uso domestico e commerciale. C'è anche una fabbrica per la lavorazione del rame in quanto la materia prima, il rame, si trova in questo luogo.
Kukës ha un aeroporto internazionale a sé stante. Si trova a circa 3,5 km a sud del centro della città. Nel 2016 il governo albanese ha concesso l'autorizzazione ad ospitare il traffico passeggeri internazionale. Compagnie a basso costo come l'irlandese Ryanair e l'ungherese Wizz Air, nonché la slovena Adria Airways hanno manifestato il loro interesse ad operare dall'aeroporto internazionale di Kukës.
L’autostrada A1 passa attraverso la città.

## Sport

### Calcio
La squadra più importante della città è il Futboll Klub Kukësi.

## Amministrazione

### Gemellaggi
- Tirana
- Valona
- San Giovanni di Medua
- Kosovska Mitrovica
- Prizren
- Lyndhurst (New Jersey)[8]
- Tetovo